# Храм Троицы Живоначальной в Вишняках
Храм Троицы Живоначальной в Вишняках (также в Вешняках, ранее в Вешнякове) — приходской храм Русской православной церкви в районе Замоскворечье города Москвы на углу Пятницкой улицы (№ 51) и Вишняковского переулка. Существующее здание построено в несколько этапов в 1804—1811, 1815—1824, 1826-?; ограда и здания причта — в 1830-х годах. Памятник архитектуры позднего классицизма.

## История постройки
Первая церковь на этом месте выстроена, вероятно, в 1630-е годах в связи с заселением южных окраин города стрельцами, прикрывавшими оборонительную линию Земляного вала. Первое документальное свидетельство о новой церкви «Троицы в Алексееве приказе Мещеринове», по имени стрелецкого полковника, датировано 1642 годом. В 1657-м, со сменой полковника, её называли «Троицы в Стрелецкой слободе в Ивановом приказе Монастырёве». Позднейшее название «Вешняки» или «Вишняки» также связано со стрелецким командиром Матвеем Вишняковым.
Первый каменный храм был выстроен в память Битвы под Чигириным; разрешение на постройку было получено в 1678, но началась она не ранее 1686. Этот храм расширялся приделами в 1706, 1734, 1788. Колокольня была вынесена на красную линию Пятницкой улицы, которая была значительно уже, чем сегодня.
В начале XIX века началась последовательная замена построек старого храма на новые. В 1804 году вновь выстроили трапезную, тогда же заложили новый основной, однокупольный объём церкви, вчерне законченный к началу войны 1812 года. Во время московского пожара храм горел и был восстановлен вчерне в 1815-м, полностью — к 1824 году. В 1826 из-за расширения Пятницкой улицы старую колокольню снесли как мешавшую проезду; новую выстроили по проекту Ф. М. Шестакова и Н. И. Козловского. Ограда и дома причта были закончены к 1838 году. На стрелке Пятницкой и Вишняковского переулка ограду завершала угловая одноэтажная ротонда (купеческая лавка при церкви; утрачена); сама же церковь во времена, когда Замоскворечье было деревянным, была крупнейшей градостроительной вертикалью Пятницкой части.
Распространённое мнение об авторстве чертежей Афанасия Григорьева не подтверждается академическими источниками.

## Наше время
Церковь была закрыта не ранее 1929 года, вновь открыта в 1994 году при Свято-Тихоновском православном институте. Богослужения совершаются ректором института прот. Владимиром Воробьёвым, а также священниками-преподавателями института.

## Духовенство
- Настоятель храма — протоиерей Владимир Воробьёв
- Протоиерей Алексей Емельянов
- Протоиерей Николай Емельянов
- Протоиерей Борис Левшенко
- Протоиерей Валентин Уляхин
- Протоиерей Олег Давыденков
- Протоиерей Андрей Близнюк
- Протоиерей Вячеслав Смирнов
- Протоиерей Георгий Ореханов (умер)
- Протоиерей Константин Польсков
- Протоиерей Лев Семёнов (умер)
- Иерей Александр Щелкачёв
- Иерей Андрей Пастернак
- Иерей Александр Мазырин
- Иерей Иоанн Воробьёв
- Иерей Филипп Ильяшенко
- Иерей Алексей Чёрный
- Иерей Павел Ермилов
- Протодиакон Александр Бережанов
- Диакон Алексей Зайцев
- Диакон Дмитрий Пономаренко
- Диакон Евгений Сучков
- Диакон Сергий Николаев
- Диакон Николай Левшенко
- Диакон Николай Серебряков[3].